# Windsor (Colorado)
Windsor è una città degli Stati Uniti d'America che fa parte sia della contea di Larimer che della contea di Weld, nello Stato del Colorado. È situata accanto al lago omonimo, il Windsor Lake.
Formalmente ha lo status di comune (town) e, secondo il censimento del 2005 del United States Census Bureau, la sua popolazione è di 14.874 abitanti.
Ha dato i natali alla cantante lirica soprano Ina Souez.